# Esox cisalpinus
Esox cisalpinus is een straalvinnige vissensoort uit de familie van de snoeken (Esocidae). De wetenschappelijke naam van de soort is voor het eerst geldig gepubliceerd in 2011 door Bianco & Delmastro.